# Papilio crino
Papilio crino (denominada popularmente, em inglês, common banded peacock) é uma borboleta da família Papilionidae e subfamília Papilioninae, encontrada na região biogeográfica indo-malaia e nativa do sul da Índia e Bengala até a ilha do Sri Lanka. Foi classificada por Johan Christian Fabricius, em 1793, na obra Entomologia systematica emandata et aucta. Secundum classes, ordines, genera, species adjectis synonimis, locis, observationibus descriptionibus; a localidade-tipo de seu holótipo sendo Chenai ("Madras"). Suas lagartas se alimentam de plantas das espécies Chloroxylon swietenia, Toddalia asiatica, Clausena indica e do limoeiroː Citrus limon (todas elas plantas-alimento pertencentes à família Rutaceae).

## Descrição
Esta espécie possui, vista por cima, asas com envergadura máxima entre 8 a 10 centímetros e de um negro salpicado de escamas esverdeadas, com uma faixa de verde a azul brilhante (mais estreita do que em Papilio palinurus) atravessando as asas dianteiras e traseiras e terminando em duas manchas em forma de ocelos de margens avermelhadas. O lado de baixo é castanho escuro dotado de pequenas pontuações esbranquiçadas, com áreas mais pálidas e com sete manchas em amarelo, negro e azul, em cada asa posterior, próximas à sua margem. Ambos os sexos apresentam pouco dimorfismo sexual e possuem um par de caudas em forma de espátulas, na metade inferior das asas posteriores. Não existem subespécies para esta espécie.

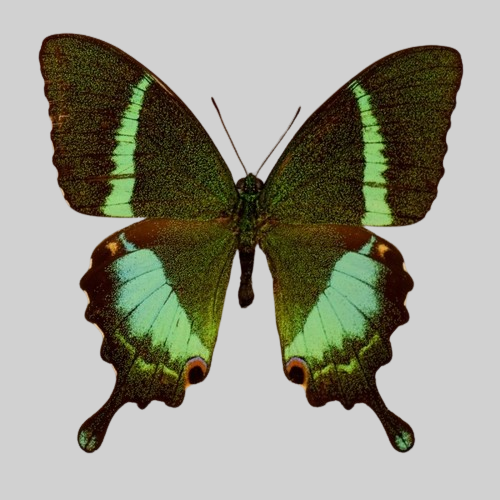
Fotografia de P. crino com asas abertas; espécime criado pelo borboletário de Montreal.

## Hábitos
P. crino habita florestas abertas em partes mais secas da Índia, ao sul de Orissa, ao leste, e Carnataca, a oeste; percorrendo manchas ensolaradas de matagal e aberturas dentro destas florestas esparsas para sua alimentação de néctar das flores, pairando em um voo rápido sob condições de clima quente. As fêmeas geralmente voam no dossel florestal enquanto os machos visitam leitos de rios secos para sugar sais minerais em poças de lama, podendo realizar migrações.

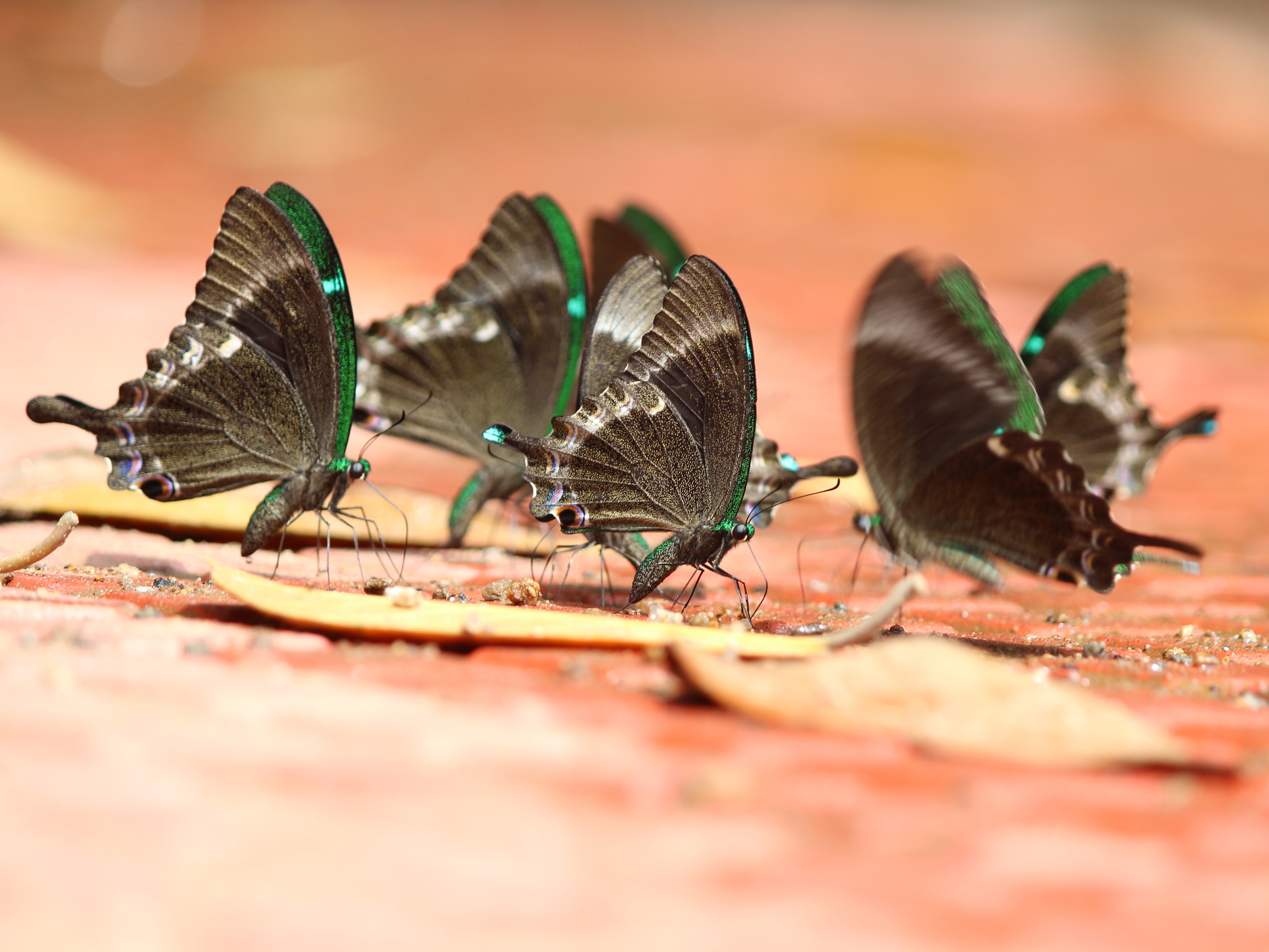
Fotografia de um grupo P. crino se alimentando das substâncias minerais em solo húmido.